# Euphorbia salsuginosa
Euphorbia salsuginosa är en törelväxtart som först beskrevs av Mcvaugh, och fick sitt nu gällande namn av Radcl.-sm. och Rafaël Herman Anna Govaerts. Euphorbia salsuginosa ingår i släktet törlar, och familjen törelväxter. Inga underarter finns listade i Catalogue of Life.